# Imprimerie du timbre à Malines
L'imprimerie du timbre à Malines est une imprimerie belge située à Malines qui assure l'impression des timbres-poste de La Poste belge, ainsi que celle de la Société nationale des chemins de fer belges (SNCB).

## Histoire

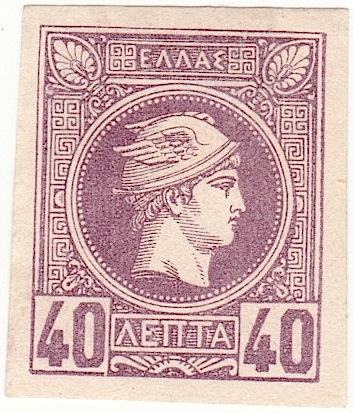
40 lepta de la « petite tête d'Hermès » tiré par l'atelier du timbre à Malines en 1883.

L'imprimerie du timbre est installée à Malines depuis 1993. Elle succède à l'Atelier général du timbre de Bruxelles, déménagé à Malines en 1868. Son bâtiment se situait en face de la gare, puis a été relocalisé dans la zone industrielle de Malines sud en 1993. Le 5 avril 1997, l'imprimerie organise des portes ouvertes dans ses locaux.
En 2000, les départements administratif et commercial du service Philatélie sont transférés dans les locaux de l'imprimerie à Malines. De 2000 à 2012, l'imprimerie héberge la collection complète des timbres-poste belges et les dossiers d’émission correspondants, avant de les confier aux Archives de l'État en Belgique.
En 2002, l'imprimerie imprime pour le comte du Luxembourg des timbres à l'effigie du Grand Duc Henri. L'entreprise enregistre un chiffre d'affaires annuel de 28 millions d'euros. En avril 2003, l'imprimerie est cambriolée, les lots de timbres-poste luxembourgeois ayant été ciblés par les cambrioleurs.
En janvier 2013, l'imprimerie lance les timbres en hommage aux 40 ans de la princesse Mathilde de Belgique. En octobre 2013, l'imprimerie lance également la première série de timbres du Roi Philippe.

## Activités
L'imprimerie du timbre à Malines fait partie de la direction Timbres-poste & Philatélie de Vicindo (filiale de bpost) depuis 2002.
L'imprimerie du timbre à Malines imprime un peu moins d'un milliard de timbres par an.  En plus des émissions de l'administration postale belge, elle accepte des contrats publics et privés. Elle imprime ainsi quelques émissions des postes irlandaise et luxembourgeoise, et par le passé, des émissions de Côte d'Ivoire et de l'ancien Zaïre. Elle imprime également les timbres de la SNCB et les timbres consulaires pour les passeports.

### Pages liées
- Philatélie
- bpost